# ゲームの歴史
本項目では人類史における遊戯全般を見据えたゲームの歴史（ゲームのれきし）を扱う。ゲームはあらゆる文化に広く見られ、人間の社会的相互交流としては最も古いもののひとつである。遊戯史学会会長の増川宏一は、人類は遅くとも数万年前からゲームを行っていたであろうと推察している。また、オランダの歴史家ヨハン・ホイジンガは、1938年に上梓した『ホモ・ルーデンス』の中で、狩猟生活を営む人類の原始的な生活と行動の中には「遊び」としか名付けようのないものがあるとして、ゲームは文化よりも古い起源を持つと主張している。

## 古代から近世

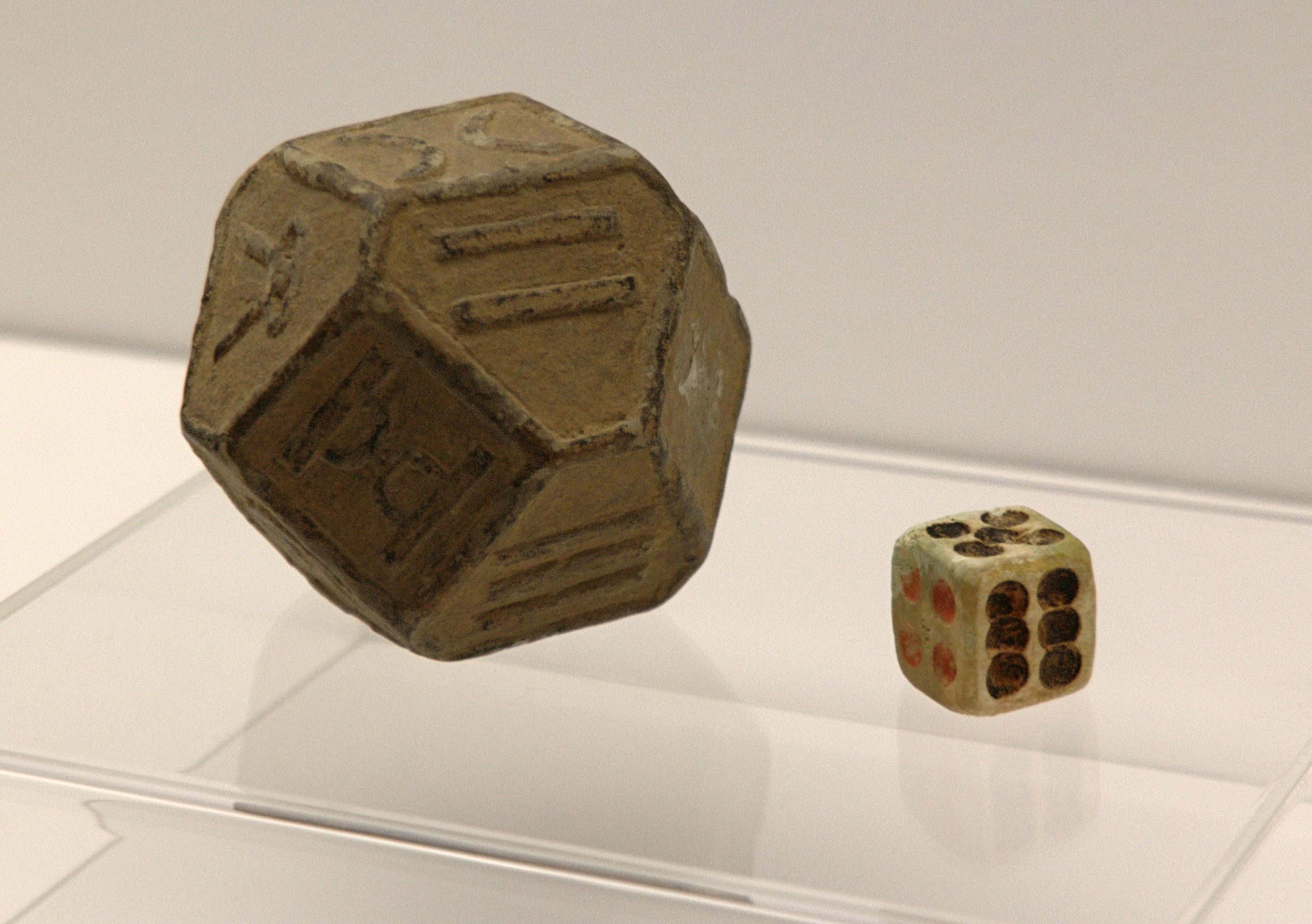
中国のサイコロ。左が戦国時代、右が唐の時代のものである。

先史時代および古代に最もよく見られたゲームの道具は骨、とくに距骨で作られており、世界中で発見されており、ジャックスやサイコロを使うゲームの祖先と考えられている。サイコロは5000年前には使用されており、初期のサイコロはおそらく6面ではなかった。 

### 古代オリエント及び古代の地中海世界
考古学的発見からすると、ボードゲームはおそらく古代オリエント（古代の中東地域）発祥である。遊戯盤としては、レバンテ地方で発掘された紀元前7000年ごろのものが最古のものとみなされており、人間の手によって等間隔に複数個の孔が空けられた石灰石製のものが見つかっている。同地方では紀元前5000年ごろや紀元前4000年ごろのものと見られる遊戯盤も発見されている。中でも、小孔が3列に並んだものは、後述するエジプトで流行したボードゲーム「セネト」の原型とみなされている。また、トルコ南東部のバシュル・ヒュユク (Başur Höyük) にある5000年前の埋葬塚から49個の彫刻して色を塗った小さな像が出土しており、現存する最古のゲーム用の駒ではないかとも考えられている。似たような駒がシリアのテル・ブラクとイラクのジャムダット・ナスルでも見つかっているが、相互に影響関係などは無かったと考えられている。研究者はこの発見をイヌとブタと呼んでいる。考古学雑誌Antiquityに掲載された研究によると、最古のボードゲームはエリートのための娯楽であり、時には外交上の贈り物として贈られることもあった。別の可能性として、ボードはエリート階級が使っていたが、下層階級の人々は石や地面をひっかいて作ったボードでゲームをしていたのではないかという説がある。紀元前9000年から紀元前7000年の間頃の長い列が掘られた石がマンカラのようなゲームに使われたのではないかと考える考古学者もいる。

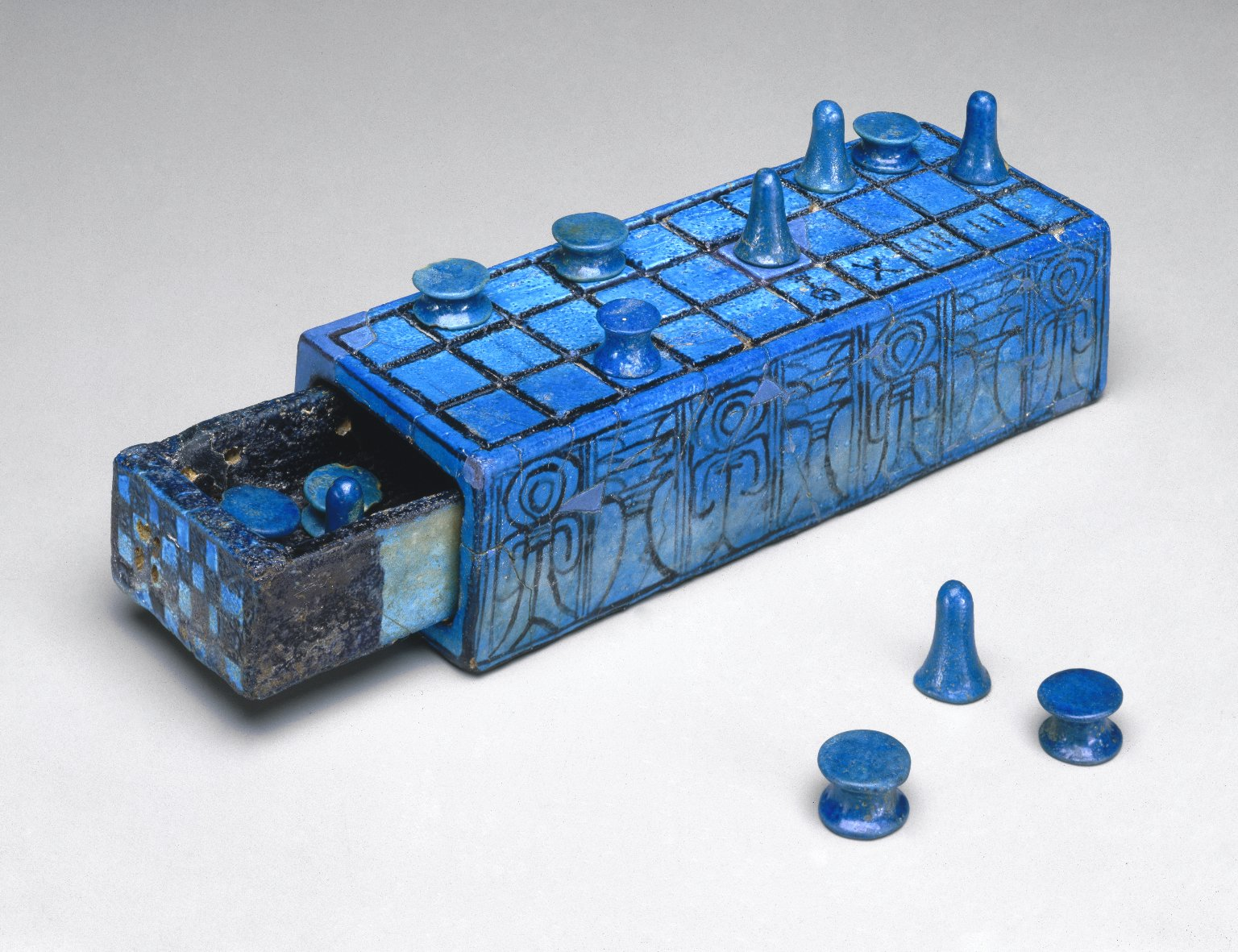
ブルックリン美術館所蔵のセネト

#### セネト
知られているかぎりで最も古いゲームと考えられるものはどれもサイコロを用い、2人で遊ぶ。最初期のボードゲームのひとつがセネトであり、古代エジプトの先王朝時代と第1王朝の墓所（それぞれ紀元前3500と3100年頃）で見つかり、紀元前3100年頃のものと思われるヒエログリフが書かれている。ボードに10×3で30個のマス目があり、プレイヤーは棒や距骨などを投げてここで駒を動かす。セネトは徐々に古代エジプト人の宗教的心情を反映するものへと発達し、駒は人間の魂を示し、動きは死後の魂の旅に基づくものとなった。それぞれのマス目には特有の宗教的意味があり、最後のマス目は太陽神ラーとの魂の合一と結びつけられる。

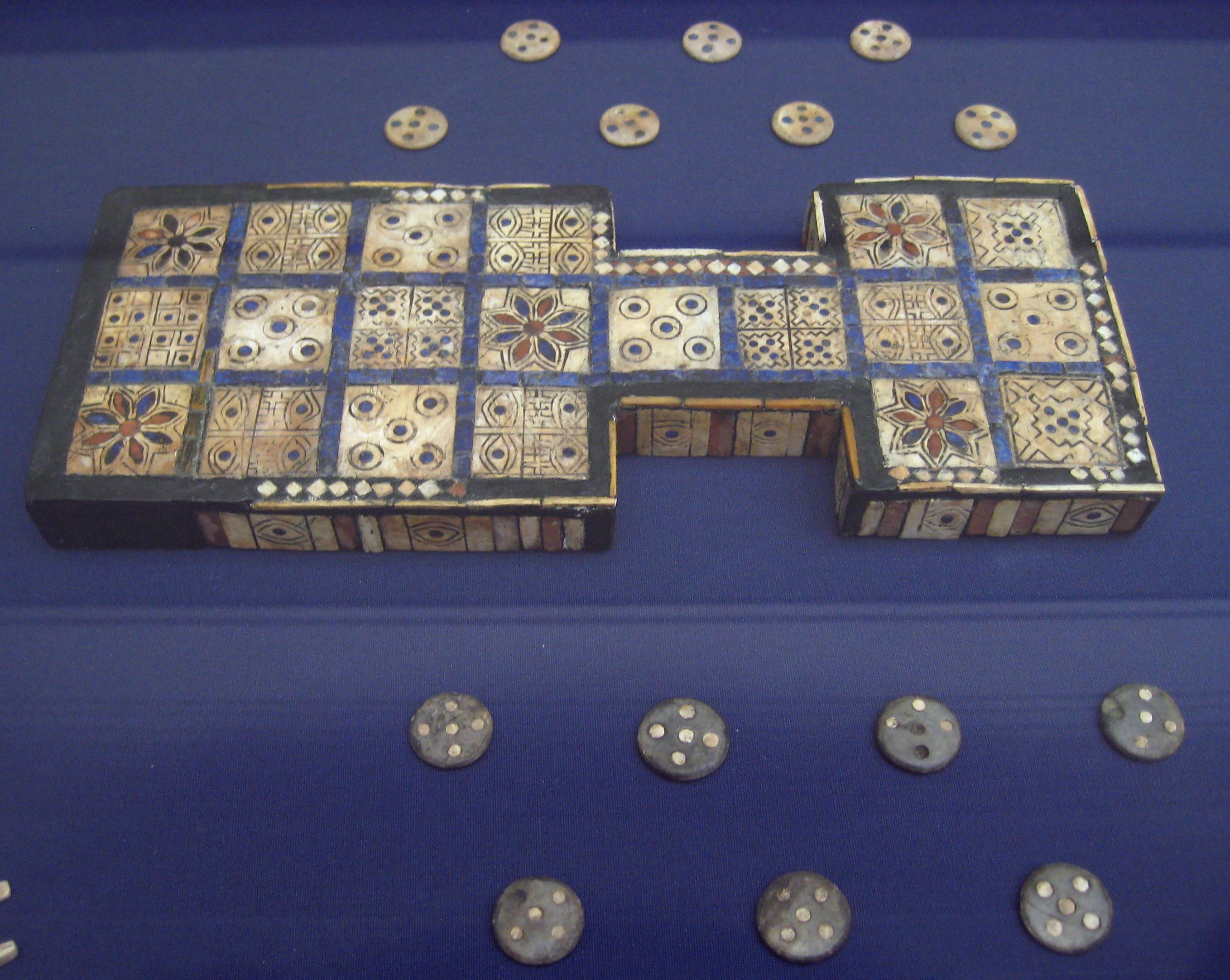
大英博物館所蔵のウル王朝のゲーム

#### ウル王朝のゲーム
ウル王朝のゲーム、あるいは20マスのゲーム (Game of Twenty Squares) は豪華な装飾のついたボードで1セットのコマを使って遊ぶゲームで、紀元前2600年から2400年頃のものである。ナックルボーンダイスのセットを用いるレースゲームで、エジプトでも知られており、プレーされていた。粘土板に書かれたこのゲームに関するバビロニア語の論考によると、このゲームには天文学上の重要性があり、人の運勢を占うのにも使うことができたという。ウル王朝のゲームは下層階級の人々にも人気があり、ホルサバードの宮殿の門に殴り書きされた2700年前のこのゲームの落書きがそれを示している。似たようなゲームはイラン、クレタ島、キプロス島、スリランカ、シリアでも見つかっている。イランの「焼けた都市」ことシャフレ・ソフテの発掘でこのゲームが紀元前3000年頃には存在していたことも分かっている。ここで見つかった遺物にはサイコロ2つと駒60個が含まれている。 

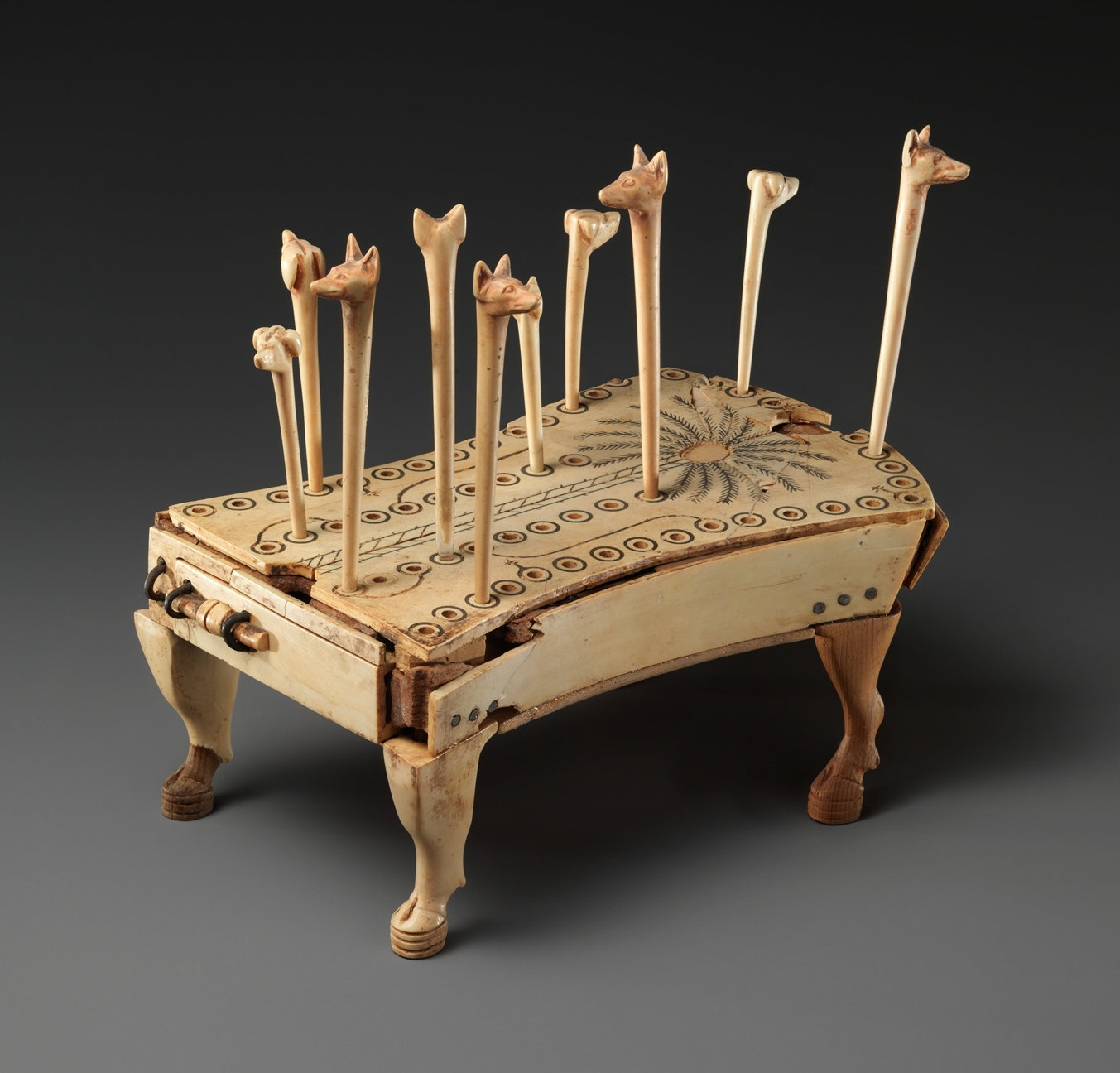
メトロポリタン美術館所蔵の犬とジャッカル

#### 犬とジャッカル
古代エジプトのゲームとしてもうひとつあげられるのが「犬とジャッカル」（別名58ホールズ）である。犬とジャッカルは紀元前2000年頃にエジプトに現れたもので、主にエジプト中王国の時代に人気があった。このゲームは紀元前3千年紀の末期にメソポタミアにも広がり、紀元前1千年紀まで人気があった。シリア（テル・アジュルン、ラース・アル＝アイン、ハファジェ）、イスラエル（ベト・シェアン、ゲゼル）、イラク（ウルク、ニップル、ウル、ニネヴェ、アッシュル、バビロン）、イラン（テペ・シアルク、スサ、ロレスターン）、トルコ（カラルヒュユク、キュルテペ、アジェムヒュユク）、アゼルバイジャン（ゴブスタン）、エジプト（ブヘン、エル・ラフン、セドメント）など、さまざまな地域の考古学発掘現場で犬とジャッカルのボードが68枚見つかっている。2人のプレイヤーで遊ぶレースゲームで、ボードは29個の穴2セットからなっている。ジャッカルか犬の頭がついた10本の小さい杭でプレーする。ボードの1点からはじめて、全ての杭をボードの別の点まで到達させるゲームだったと考えられている。

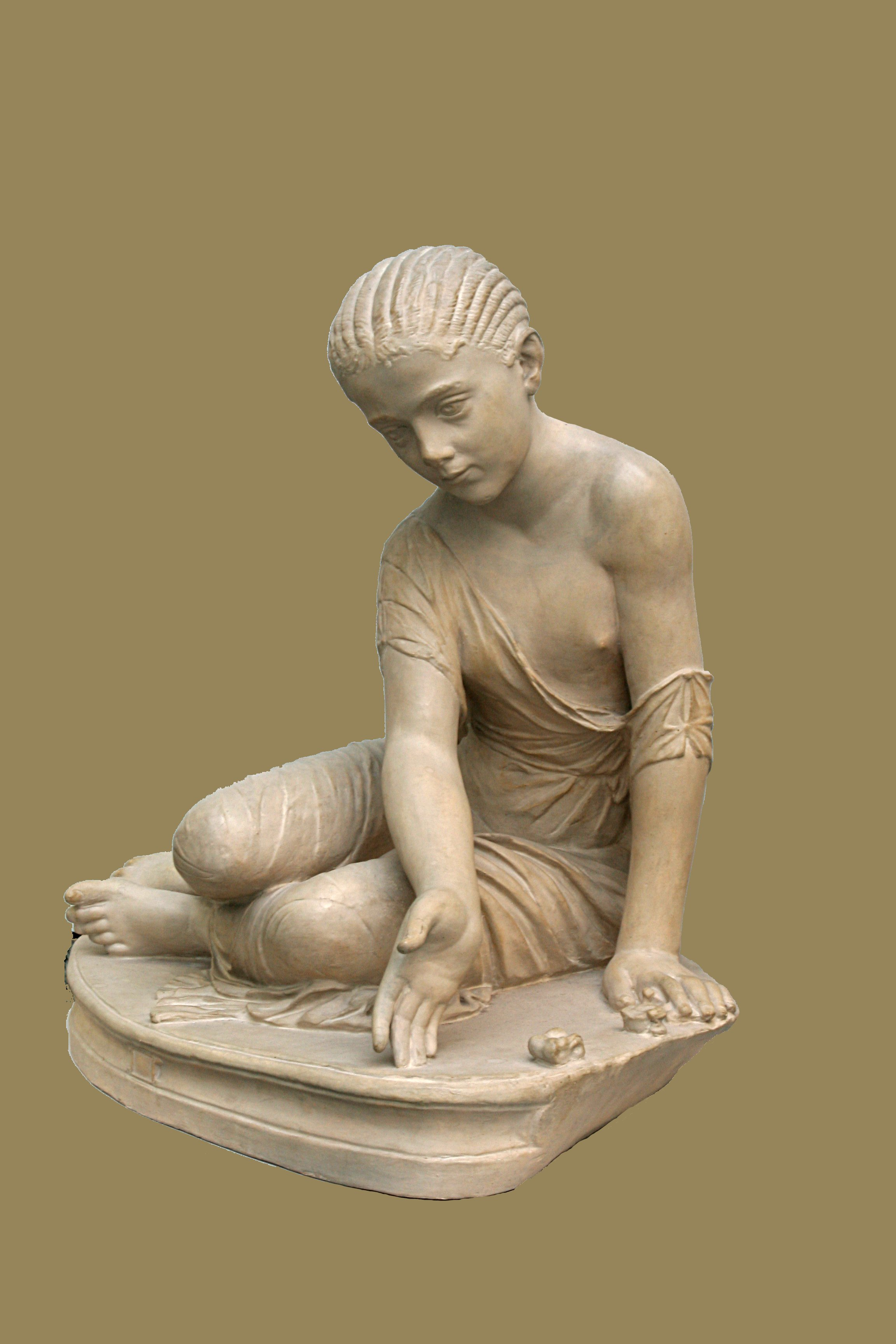
古代ローマ時代のジャックスの一種であるアストラガロイで遊ぶ少女の像。紀元前150-130年くらい。ベルリン美術館所蔵。

#### 古代ギリシアとローマのゲーム
古代ギリシアとローマ帝国の時代に人気があったゲームは球技（エピスキュロス、ハルパストゥム、ハンドボールに似たエクスプルシム・ルーデレ）、サイコロゲーム（テッセラエ）、ジャックス、熊のゲーム、三目並べ（テルニ・ラピッリ）、ナイン・メンズ・モリス（モーラ）、チェッカーに似た各種ゲームなどであった。プラトンもホメーロスも「ペテイア」というゲームに言及している。「ペテイア」という名称はボードゲーム一般を指す言葉でさまざまなゲームを指しており、プラトンによるとどれもエジプト起源である。そうしたゲームのひとつは「ポレイス」（都市国家）と呼ばれており、チェッカーボードで行う戦争ゲームであった。

ローマ人は「ペテイア」の一種である「ラトルンクリン」あるいは「ルードゥス・ラトルンクロルム」（山賊ゲームあるいは兵士ゲーム）というゲームで遊んでいた。最初にこれに言及しているのはマルクス・テレンティウス・ウァッロ（紀元前116-27）で、マルティアリスやオウィディウスもこれに触れている。このゲームは大変人気があり、ローマ人によりヨーロッパ中に広められた。ブリタンニアでもボードが見つかっている。2人のプレイヤーが行うボードゲームで、兵士を意味するトークンを動かし、自分の駒ふたつで相手の駒ひとつを挟んでとることができた。

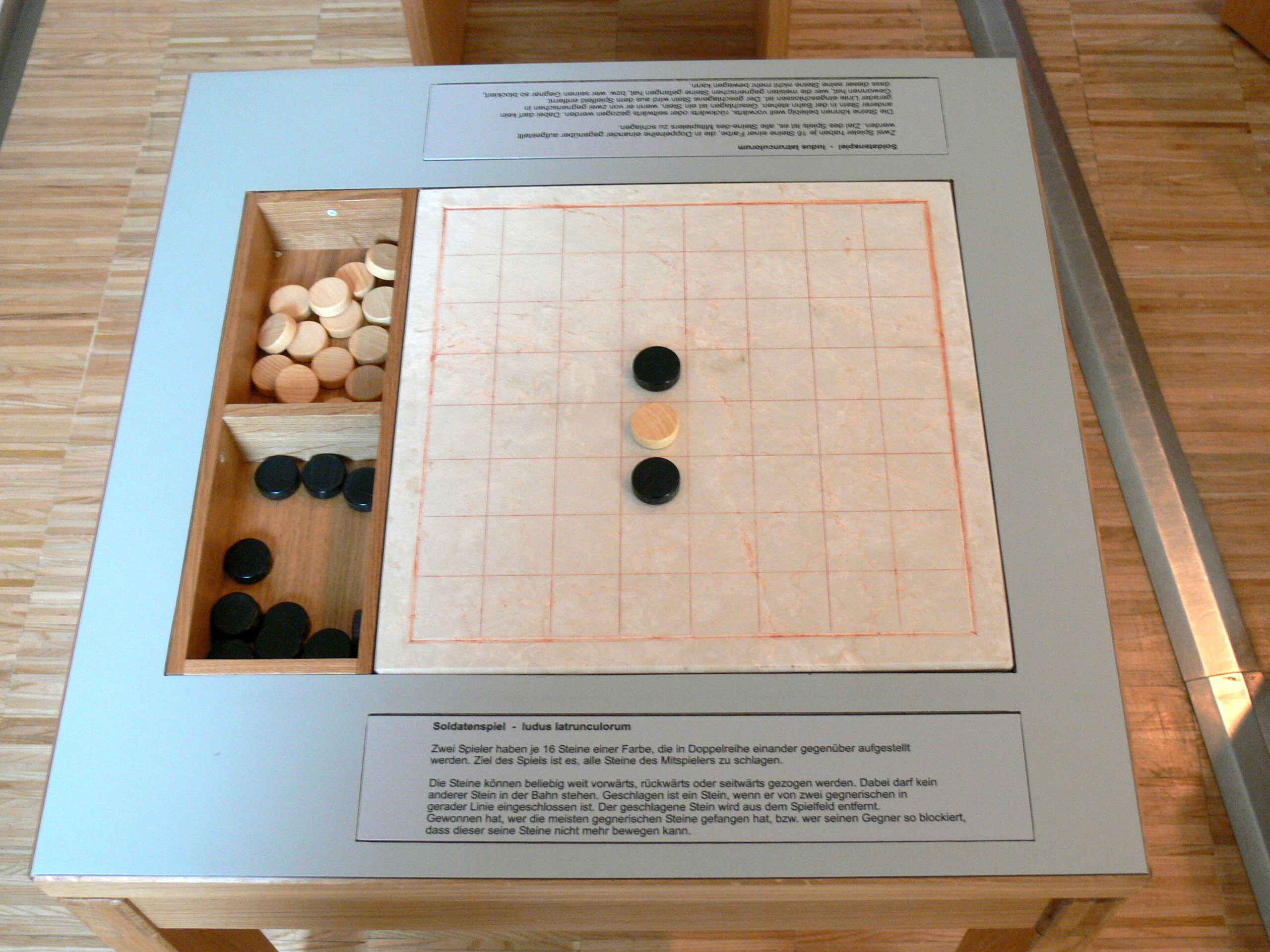
ローマのボードゲームであるルードゥス・ラトルンクロルム（山賊ゲームあるいは兵士ゲーム）の現代の再構成。ドイツのキュンツィングにあるクインタナ考古学博物館所蔵。

#### シャトランジ

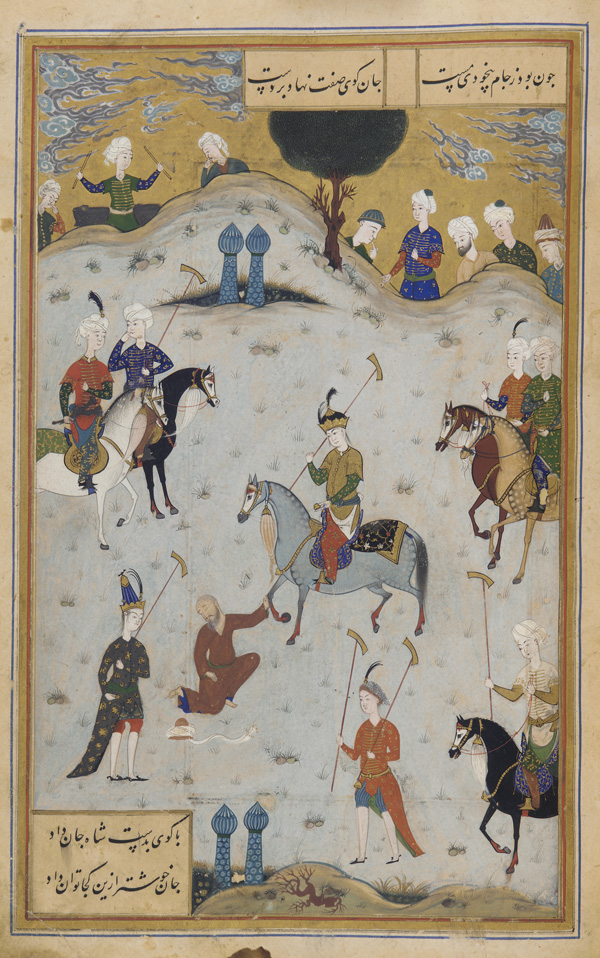
サファヴィー朝時代のペルシアのミニアチュールに描かれたポロの一種

#### ポロ
ポロはサーサーン朝ペルシアで初めてプレーされた。早いうちにサーサーン朝ペルシアから近隣のビザンティン帝国に伝わり、テオドシウス2世（治世408-450）によりコンスタンティノープル大宮殿内にポロのスタジアムも建設された。

### 南アジア
インドには古代よりさまざまなサイコロゲームからボードゲームまで多数のゲームがある。立方体・長方形のサイコロはインダス文明のハラッパーで紀元前2300年頃に用いられていた。考古学的発掘により、僧院その他の仏教施設で賭博用のサイコロが見つかっている。最初にインドでゲームが言及された文書は『リグ・ヴェーダ』（紀元前1000年頃）であり、サイコロに触れている。『マハーバーラタ』のような文書にもサイコロが国王や王族に人気があり、儀礼的用途もあったことが述べられている。 

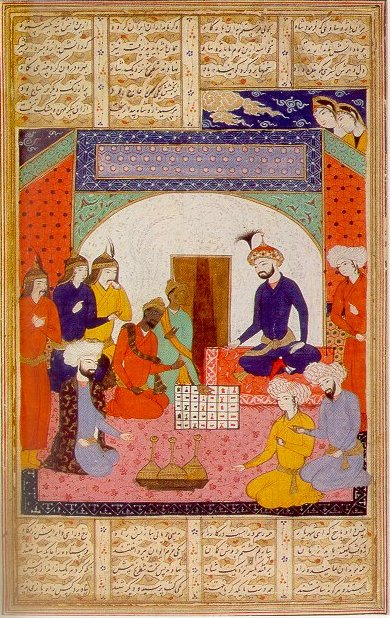
14世紀の「チェス論」より、インドの大使がホスロー1世にチャトランガのゲームを進呈する場面

#### チャトランガ

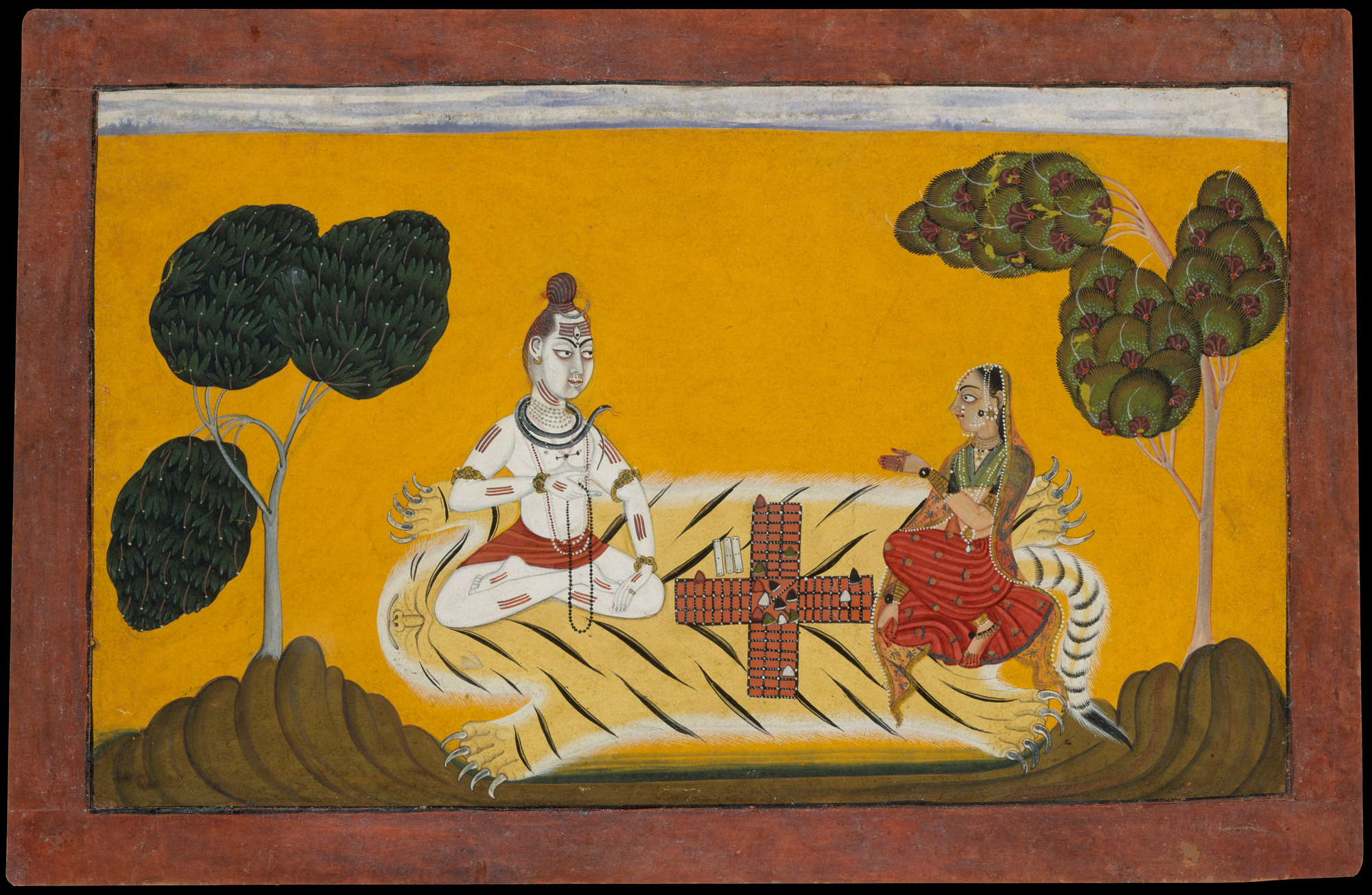
ヒンドゥー教の神であるシヴァとパールヴァティーがチョーパルで遊ぶ様子。1694-95年頃。

#### カロム
カロムはインド亜大陸発祥と言われる。特定の証拠はないが、インドのマハーラージャがこのゲームを発明したと言われている。古代のガラスのカロムボードがパンジャーブのパティアーラで見つかっている。カロムは第一次世界大戦以降に人気になり、インドでは現在も広くプレーされているボードゲームである。

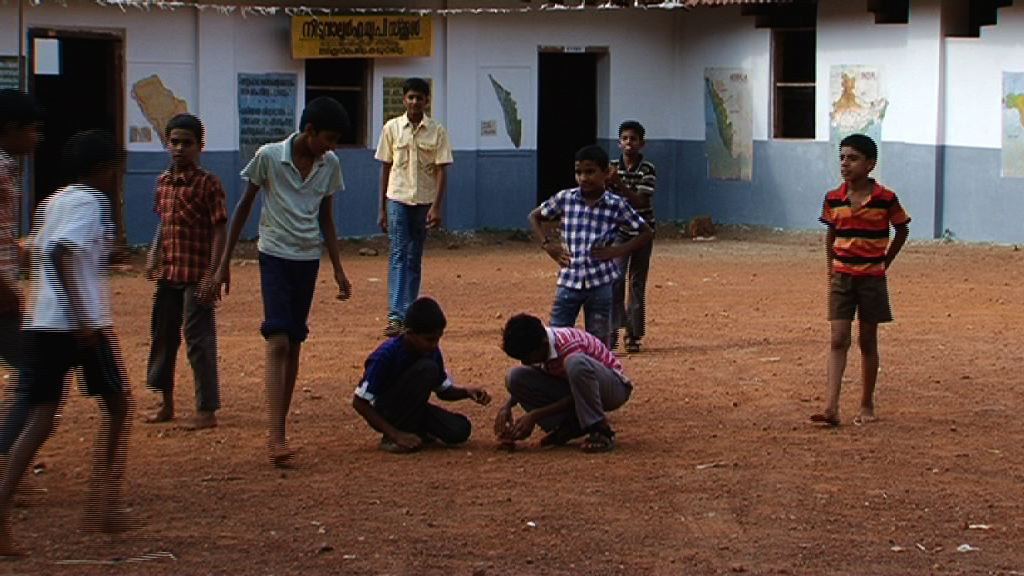
現代のケララ州で7つの石をプレーする少年たち

#### 六博

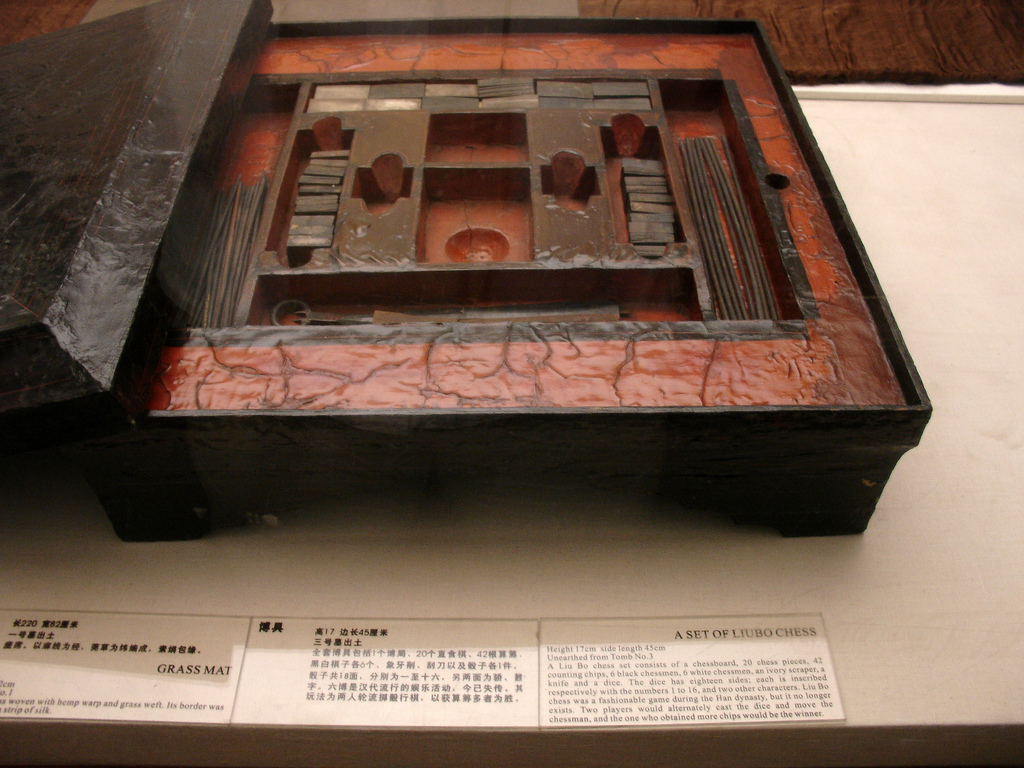
馬王堆漢墓から出土した六博のセット。

#### シャンチー

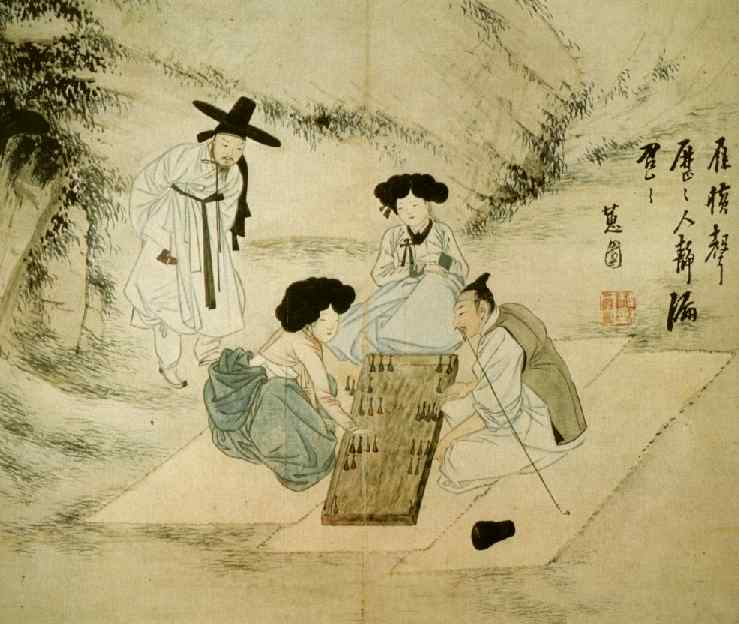
李氏朝鮮の時代に朝鮮半島のすごろくの一種である雙六に興じる人々（『蕙園伝神帖』）。

#### その他
7つの石（Seven stones） のゲームが遅くとも1000年頃に書かれた文書である『バガヴァッド・ギーター』で言及されている。鬼ごっこの派生ゲームであるコーコー、カバディ、アチャパチャ、ランディなどは非常に古いと考えられている。コーコーやカバディの一部の要素はおそらく『マハーバーラタ』（紀元300年より前）に言及されている。アチャパチャは『ナルリナイ』（紀元300年より前）に言及らしいものがある。

### 東アジア・東南アジア

#### 囲碁

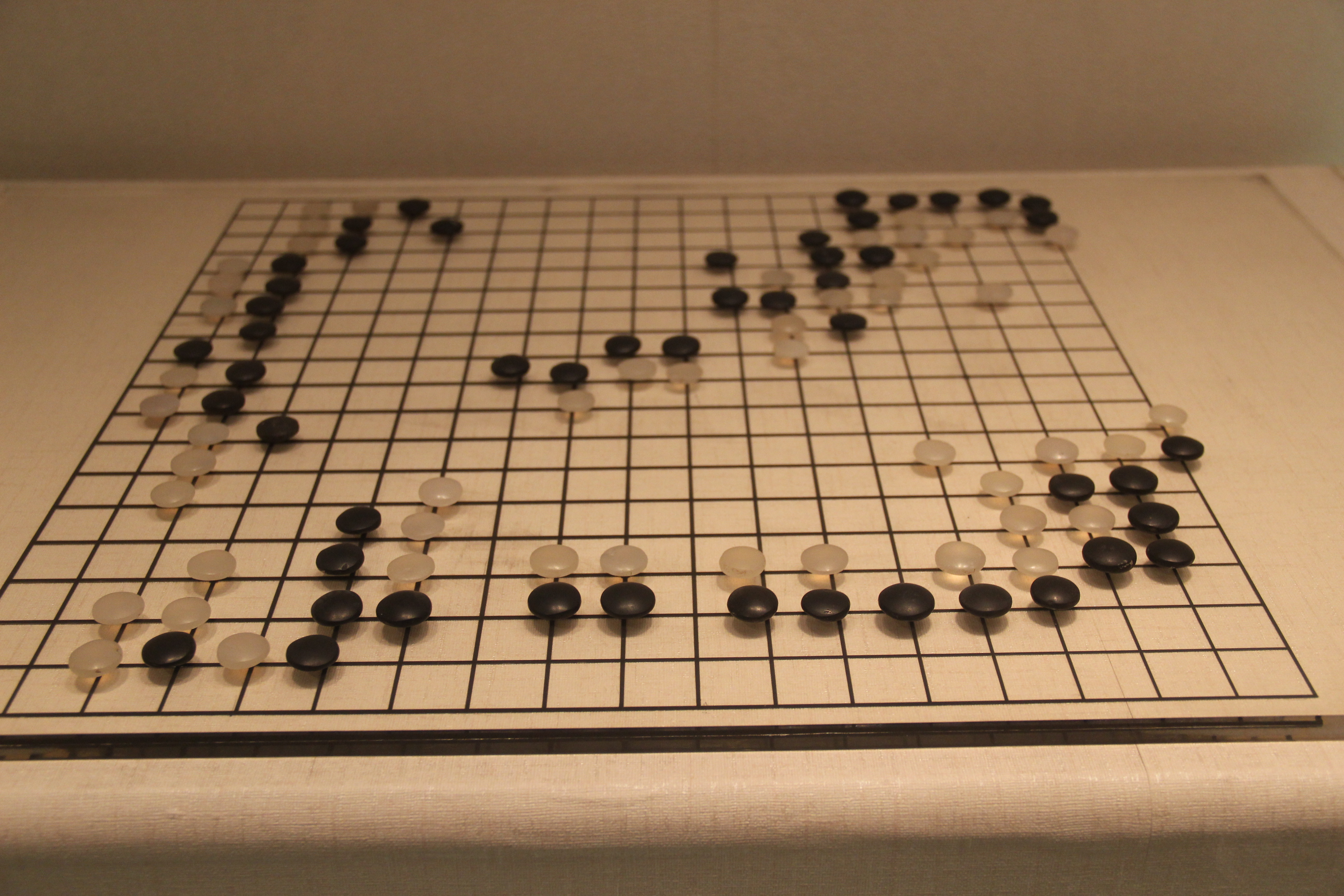
遼の時代のメノウの碁

碁（囲碁）は史書である『春秋左氏伝』（紀元前4世紀頃）で初めて言及された。『論語』と『孟子』にも言及がある。

#### カードゲーム
トランプ系のカードゲームは中国で発明されたと考えられている。唐の時代の9世紀にはカードを用いるゲームがあったのではないかとも言われている。最古のはっきりした紙のカードゲームに関する言及は1294年のものである。

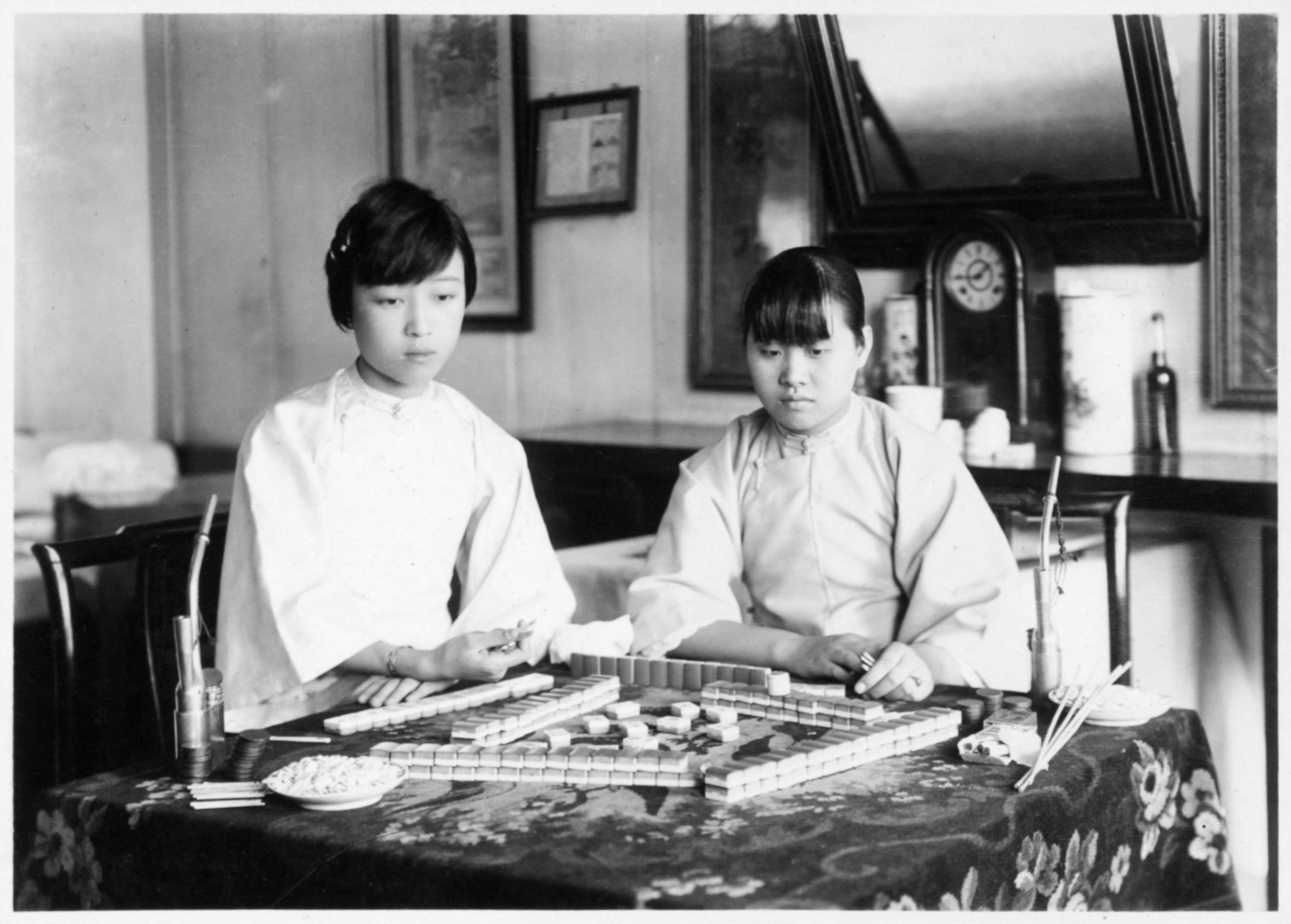
20世紀前半の麻雀の様子

#### 牌を用いるゲーム
牌を用いるゲームも中国発祥ではないかと考えられている。ゲームで使う牌に対する最古の言及と思われるのは、紀元900年頃の中国の文書に登場した賭博で用いる骨牌に関するものである。牌九などの牌を使う中国のゲームについて、文献に見られる最古の明確な言及は宋（960–1279）の時代のものであるが、西洋式のドミノはもっと最近の派生物であり、18世紀初期にイタリアでデザインされたものが最古の例である。

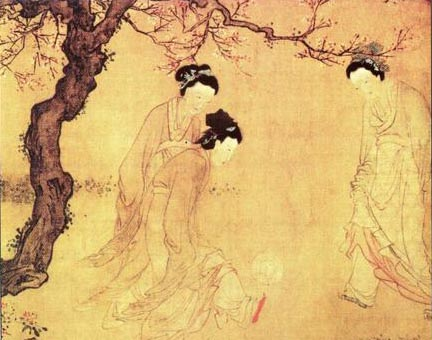
中国の明代の蹴鞠を描いた絵

##### 麻雀
牌を用いる現代のゲームである麻雀は中国のより古いカードゲームである看虎や碰和などに由来すると言われている。

### アフリカ
アフリカで最も普及している地元発祥のゲームはマンカラである。マンカラは世界中でプレーされている一群のボードゲームである。マンカラ (منقلة)  という言葉はアラビア語の「ナカラ」(نقلة) から来ており、文字通りには「動く」を意味する。マンカラに関する最古の痕跡と思われるものがエチオピアのアクスム王国、同じくエチオピアのイェハ、現在のエリトリアのマタラで見つかっており、考古学者により紀元6-7世紀頃のものではないかと言われている。800以上の名称で呼ばれる伝統的なマンカラゲームがあることが知られているが、いくつかは同じゲームを指し示していたり、ひとつの名前でひとつ以上のゲームを指していることもあると考えられている。現代では世界中でプレーされており、地域によって多くの派生形がある。歴史家の中には、ヨルダンで見つかった紀元前6000年頃の痕跡に基づき、マンカラが世界最古のゲームではないかと考える者もいる。現代のマンカラの古代版を古代のナバテア人がプレーしていたかもしれない。

### 南北アメリカ

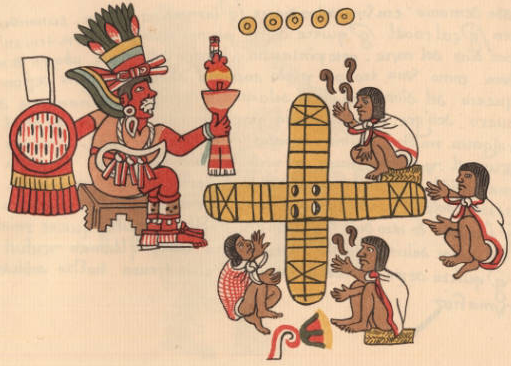
マリアベッキアーノ絵文書に描かれている、マクイルショチトルがパトリのゲームを見ている様子

#### サイコロゲーム
考古学者のバーバラ・ヴォーヒーズは、メキシコのチアパスにあるトラクアチェロ遺跡にある、床にCの形に並んだ穴は5000年前のサイコロゲームのスコアボードではないかと考えている。もしそうであるなら、南北アメリカ最古のゲームに関する考古学的証拠ということになる。

#### 球技

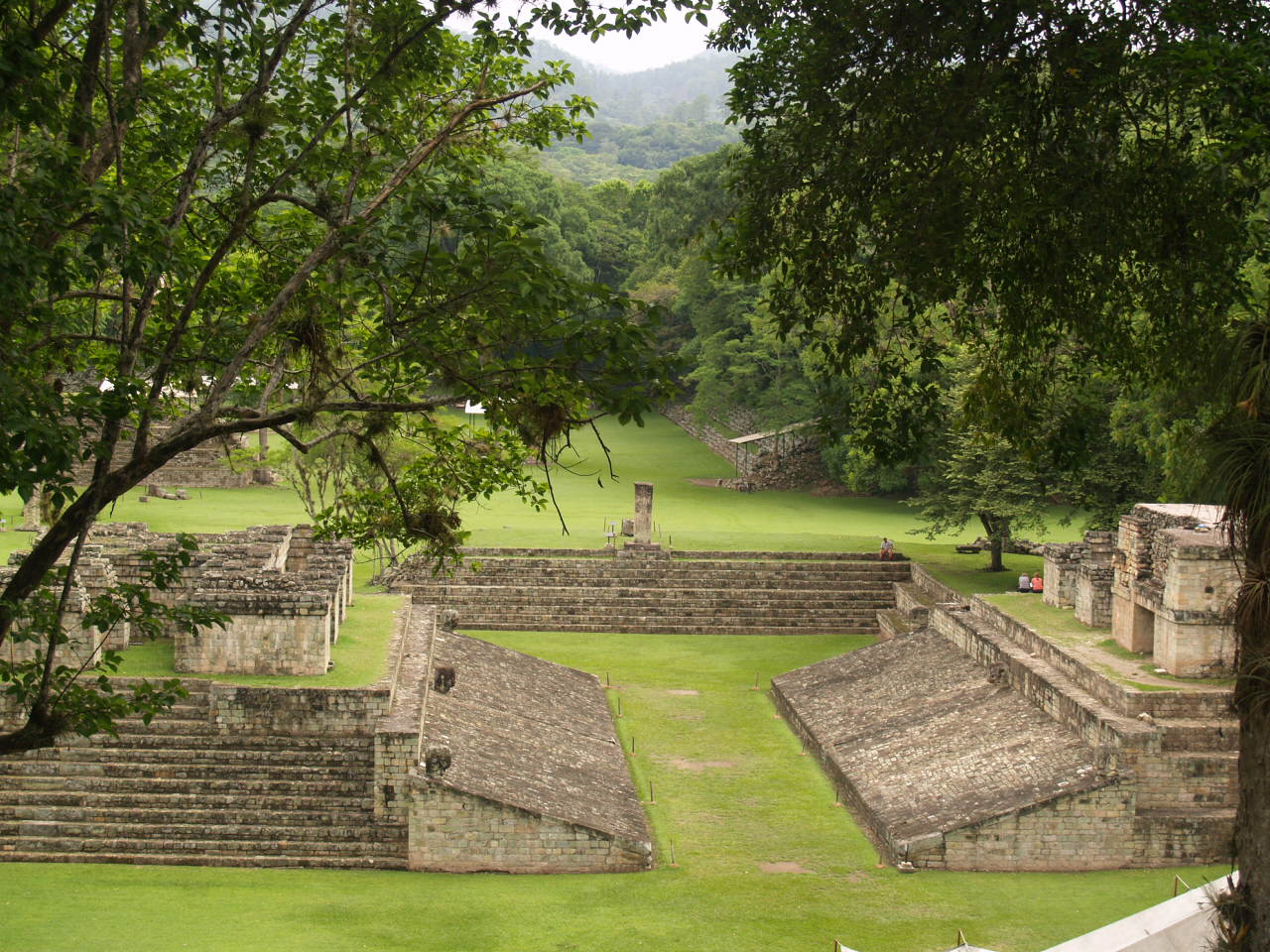
ホンジュラスにあるコパンの球戯場遺跡

知られている史上最古の球技はメソアメリカの球戯（ナワトル語: Ōllamaliztli）である。メソアメリカの球戯は紀元前1400年頃にプレーされており、マヤやアステカなどのメソアメリカの人々にとって宗教的に重要な意味があったと考えられている。 
北アメリカの先住民はさまざまなスティックボールゲームをプレーしており、これは現代のラクロスの原形である。伝統的なスティックボールゲームは時には何日も続く大きなイベントとなる。対抗する村や部族から、100人から1000人もの男性が参加することもある。村と村の間にある平原でプレーされ、ゴールの間の距離は460メートルくらいの場合から9.7キロ程度も離れていることもある。

### ヨーロッパ

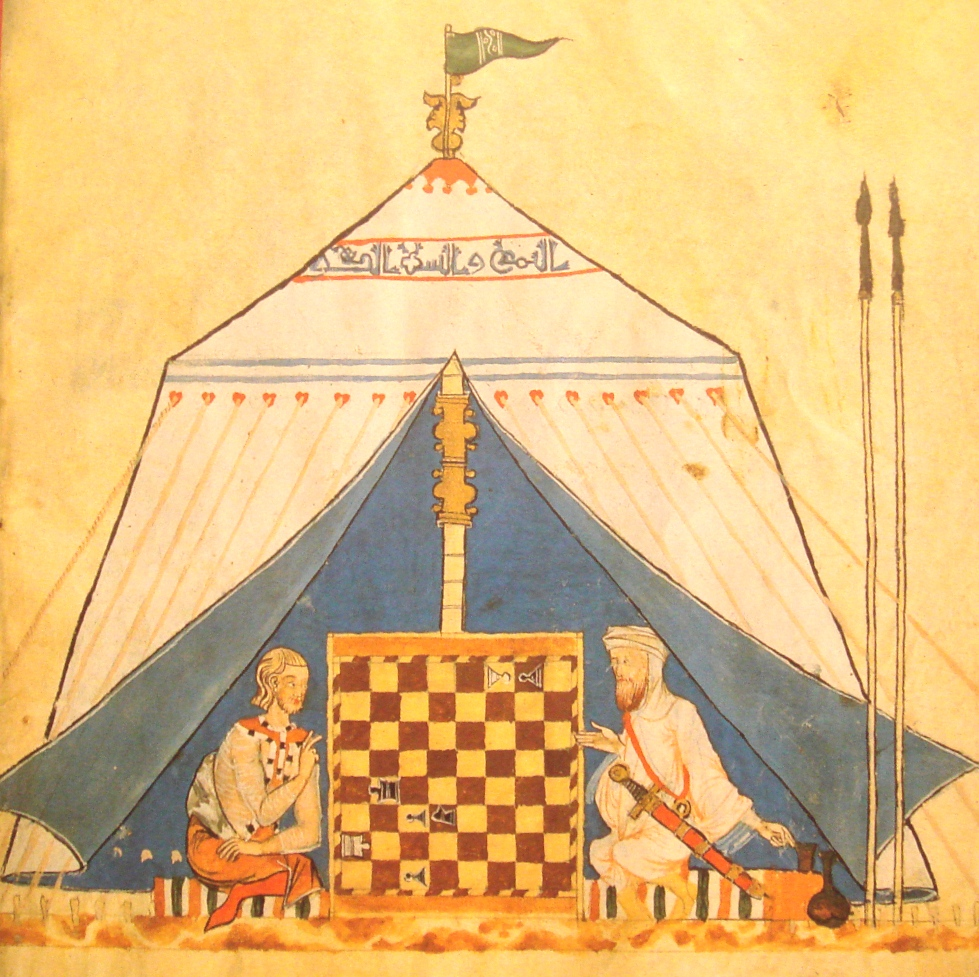
『ゲームの書』より、チェスをするキリスト教徒とムスリム

中世ヨーロッパのゲームに関する重要な情報源は、カスティーリャのアルフォンソ10世が発注した『ゲームの書』(Libro de los juegos)、別名『チェス、賽子、双六の書』 (Libro de acedrex, dados e tablas) である。

#### タヴルゲーム

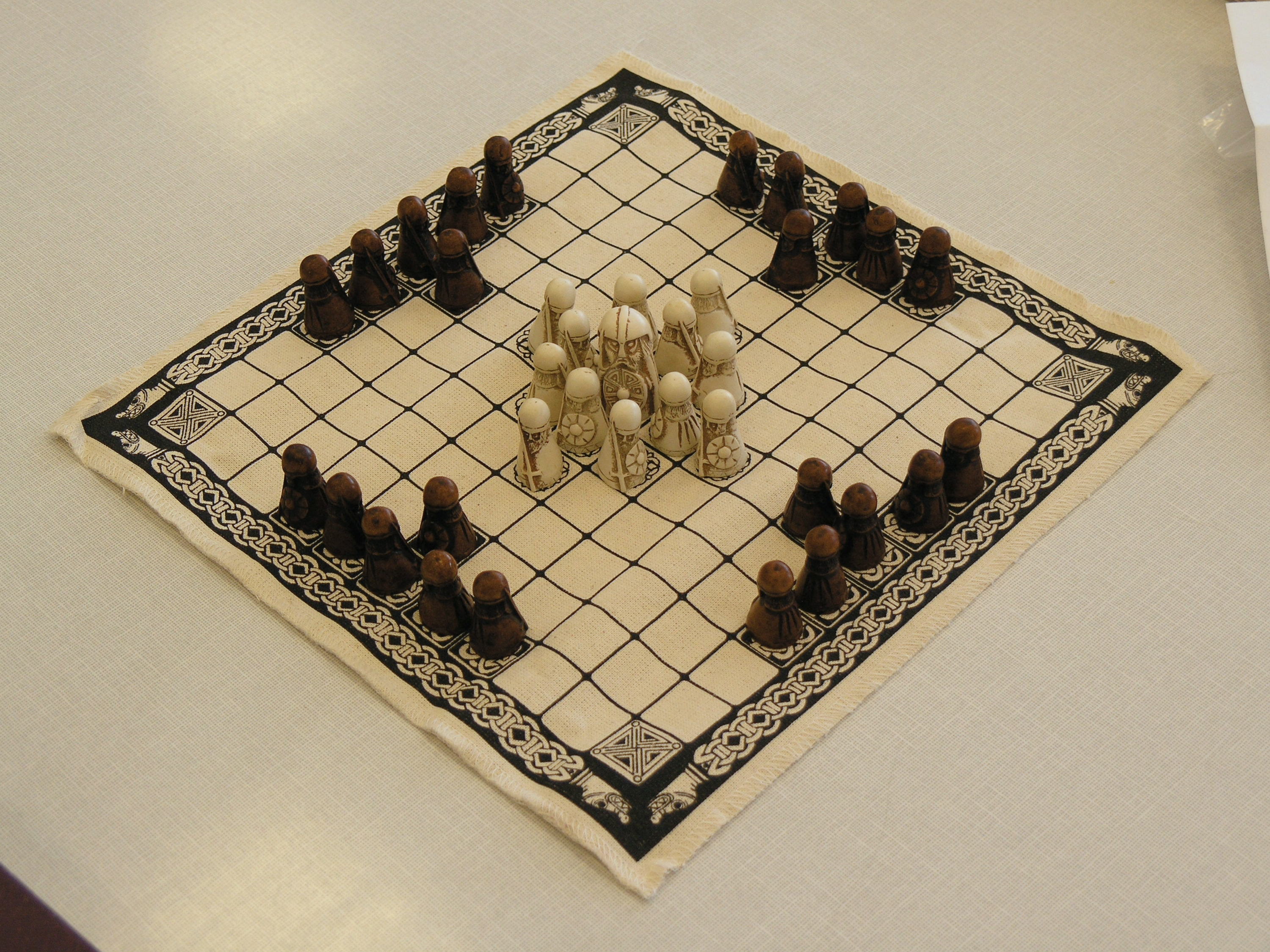
タヴルゲームの一種の再構成

タヴルゲームは古代ゲルマン人やケルト人が紀元400年より前から12世紀まで北ヨーロッパ中でプレーされてきた一群のゲームである。ゲームのルールが明確に記録されたことは全く無いが、不均衡な勢力分布（2:1）のゲームで、片方のゴールは王をボードの片側まで逃がすことであり、もう片方のゴールは王をつかまえることであったと思われる。タヴルはヴァイキングによりアイスランド、ブリテン島、アイルランド島、ラップランドなどの北ヨーロッパ中に広がった。

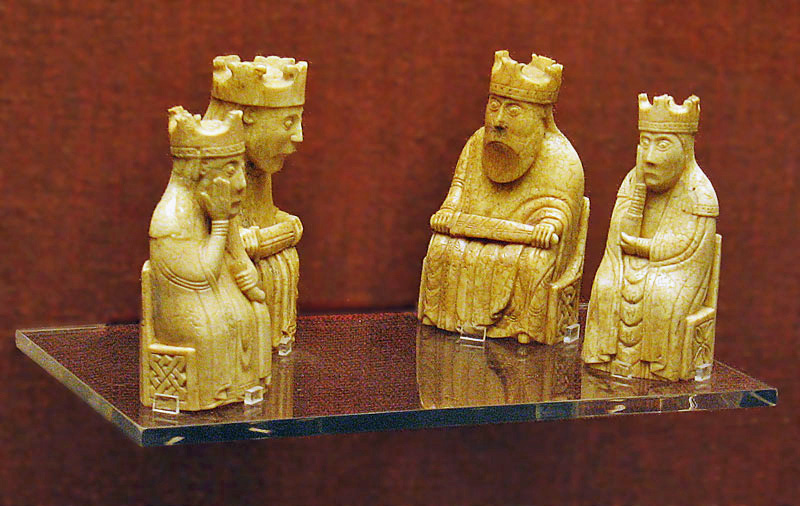
大英博物館が所蔵する、おそらく12世紀頃のものと思われるルイス島のチェス駒

#### チェス
チェスは10世紀中頃までにはスペインのキリスト教地域、イタリア、南ドイツでプレーされており、1200年までにはブリテン島やスカンディナヴィアにも到達した。15世紀にスペインやイタリアでクイーンとビショップの動きが標準化されてから現代的なチェスのルールが固まってくるようになった。チェスの理論に関する文書も15世紀に現れ、初めて刊行されたのはスペインの聖職者ルイス・デ・ルセナによるRepetición de Amores y Arte de Ajedrez (1497)  である。ルイ・ロペス・デ・セグラやジョアッキーノ・グレコによるチェス本は広く読まれた。ヴォルテール、ルソー、ベンジャミン・フランクリン、ナポレオンなどもチェスを好んでプレーしていた。

#### カードゲーム

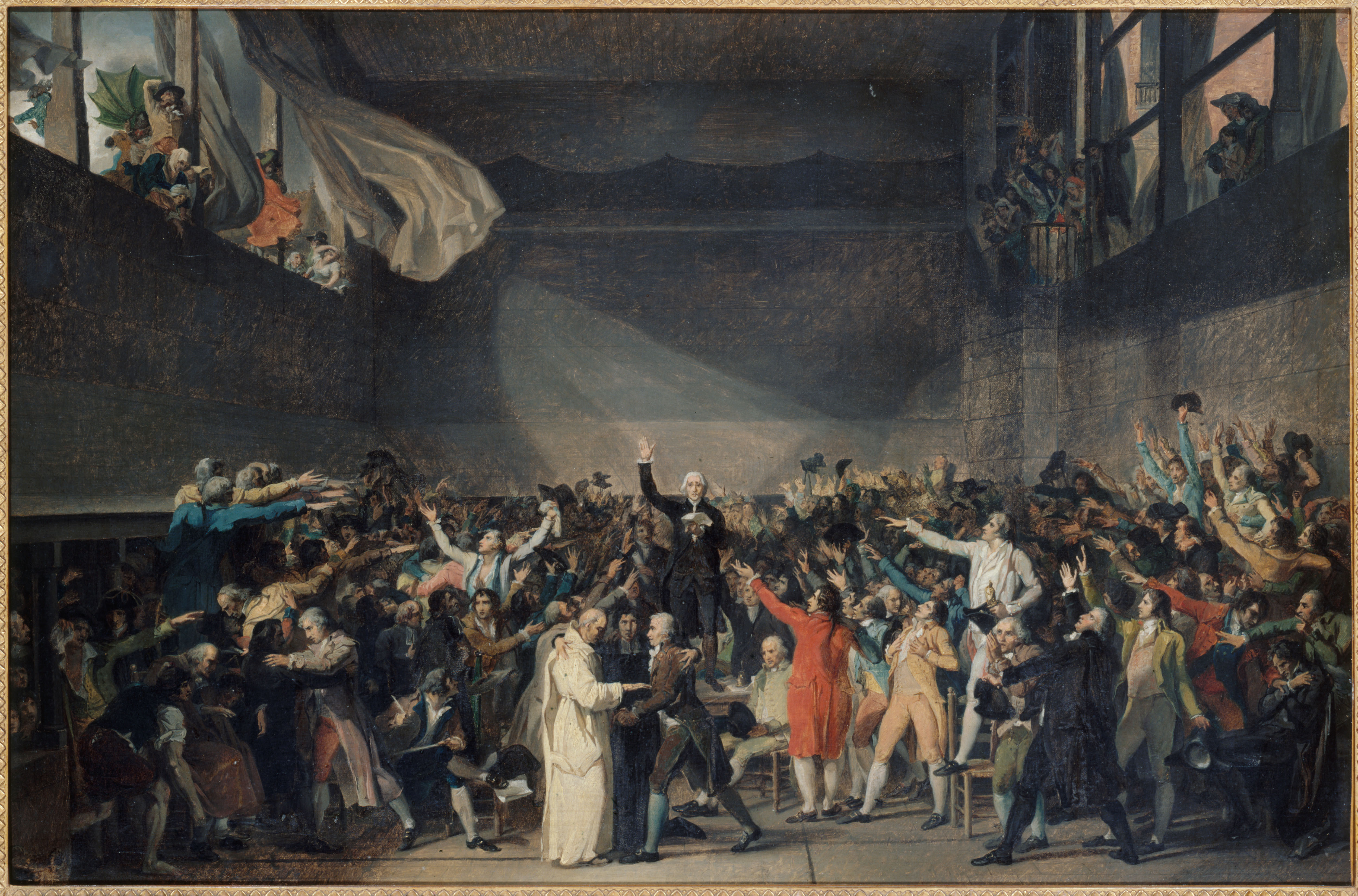
ジャック＝ルイ・ダヴィッドによる「球戯場の誓い」を描いた絵（1790年代頃）

カードゲームはマムルーク朝エジプトから14世紀に剣、棍棒、カップ、貨幣に非常に近いスートがイタリアに伝来し、伝統的なイタリアやスペインのトランプの組では現代になってもこのスートが使われている。現代最もよく使われているスートであるスペード、ハート、ダイヤ、クラブの4種類の組み合わせは1480年頃のフランスに由来すると考えられる。
ホイストは16世紀のトランプ（あるいはラフ）というゲームからラフ・アンド・オナーズを経由して発展したと考えられている。1742年にはエドマンド・ホイストの『ホイストのゲームに関する小論』が18世紀で最も売れた本のうちの1冊となった。ホイストは18～19世紀に広くプレーされた。

#### ダーツ
的にダート（矢）を投げ当てて正確性を競うゲームで、12世紀頃にイギリスで生れたとされる。元々は酒樽を的とし、17-18世紀のイギリスのパブを中心に発達した。

#### ボウリング
紀元前5200年頃のエジプトの遺跡から発見された石製のピンが古代ボウリングの用具ではないかとされている。また中世ヨーロッパで行われていた宗教的な儀式としての木片倒しが現在のボウリングの原形ともいわれ、16世紀のドイツの宗教改革家マルティン・ルターが基礎となるルールをつくったといわれている。17世紀に移住者によってアメリカに広められるが、賭け事に利用されたため禁止される。しかし1本ピンを追加してテンピンとして法律を回避し、広く普及することとなる。

### プロによるボードゲーム

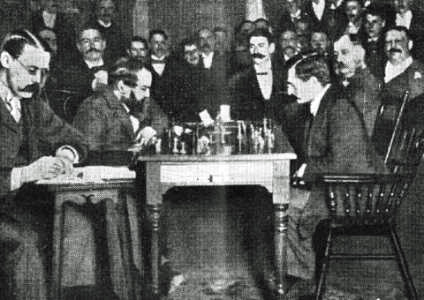
エマーヌエール・ラスカー（右）がヴィルヘルム・シュタイニッツと1894年のニューヨークで行われた世界チェス選手権で対戦する様子

## 現代のゲーム（19世紀以降）

### 商業的なボードゲーム
デザイナーの名前がわかっている最初のボードゲームは、『ヨーロッパの旅路、あるいは地理の遊び』'A Journey Through Europe or the Play of Geography' という、地理学とライティングの教師だったジョン・ジェフリーズが1759年に発表した地図ベースのゲームである。

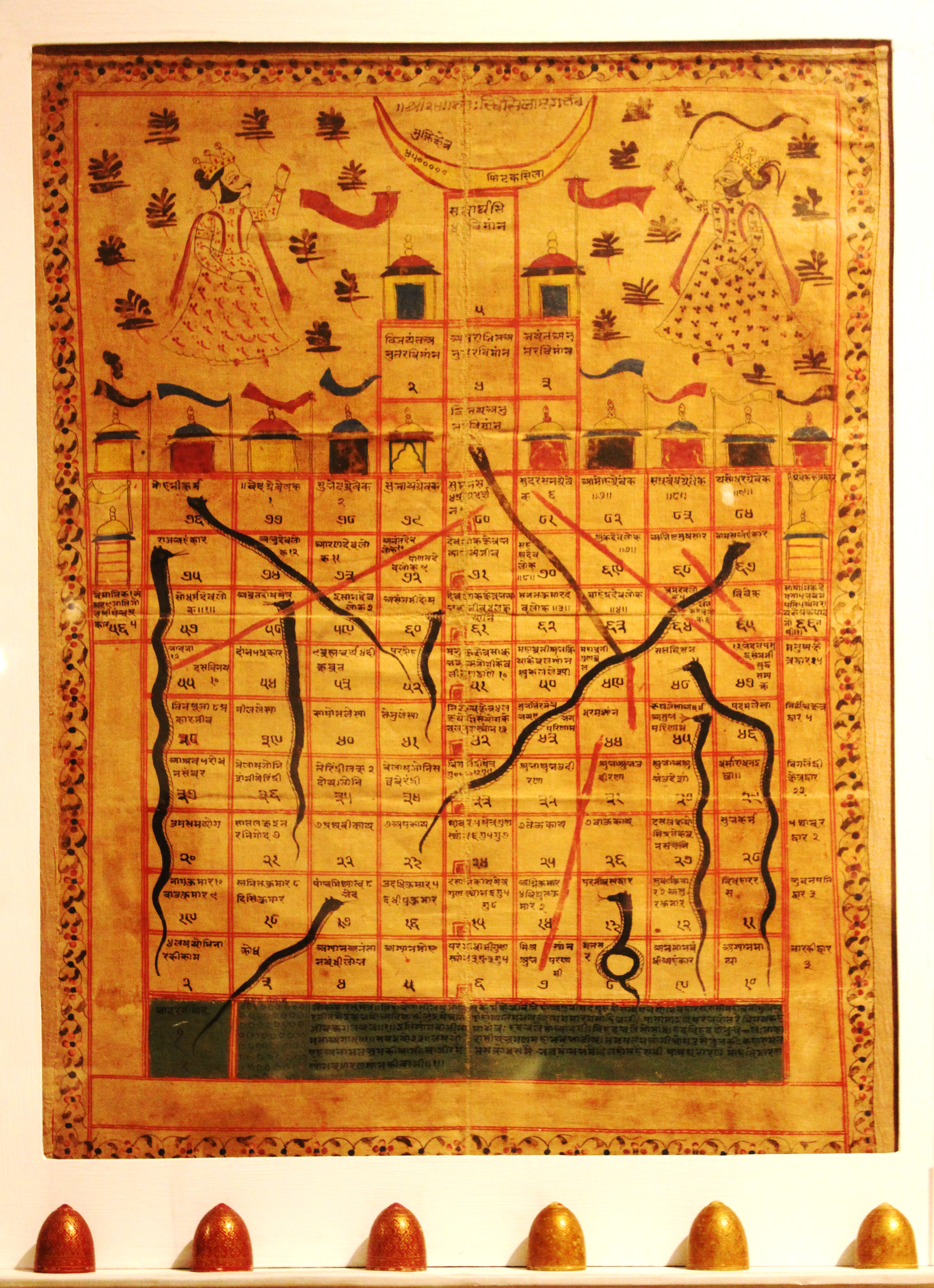
ニューデリーの国立博物館の装飾美術ギャラリーで布の上に展示されている18世紀末のジャイナ教のギヤン・チョーパルのボード。

インドの古いゲームであるパチーシは1863年にイギリス人によって西洋に持ち込まれ、この伝統ゲームの翻案が1869年にアメリカ合衆国でEG Selchow & CoによってParcheesiという名前で初めて商標登録された。 

もうひとつインドのゲームで西洋に取り入れられたのがギヤン・チョーパル（別名モークシャ・パタム）であり、蛇と梯子として知られている。このゲームはカルマと善行、悪行に関する教訓を教えることを意図しており、梯子が美徳、蛇が悪徳を象徴する。このゲームの道徳的教訓は解脱（モークシャ）が徳のある行いによってのみ実現されるものであり、一方で悪徳は終わらない輪廻につながるというものである。このゲームの起源は中世インドにさかのぼり、ジャイナ教徒やヒンドゥー教徒がプレーしていた。仏教版もネパールやチベットでプレーされている。  

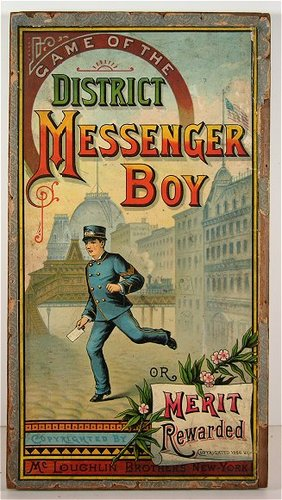
1886年に出たDistrict Messenger Boyは貧しいメッセンジャーの少年が企業で出世してトップに上り詰めるという、無一文から金持ちになるゲームであった。

1904年に商標登録されたエリザベス・マギーのデザインによる『ランドローズ・ゲーム』はもともと地代に関するデイヴィッド・リカードの理論と単一の地価税に関するジョージ主義のコンセプトを説明するためのものであった。このゲームの派生形である『ファイナンス』を下敷きに1935年にチャールズ・ダロウがモノポリーを作った。
1933年にアルフレッド・モシャー・バッツが英単語を作るゲーム『レキシコ』の最初のバージョンを発売した。のちにこのゲームは『クリスクロスワーズ』に改名されるが、1948年にジェームス・ブリュノがこのゲームを変更して『スクラブル』として発売した。
1948年にイギリスで発売された『クルード』は初めて商業的に展開されたマーダーミステリーボードゲームである。 
海戦ゲームの最初の商業版は1931年にアメリカ合衆国でスタレックス社が出した『サルヴォ』であるが、このゲームじたいは第一次世界大戦より前にロシアの兵士が既に紙で遊んでいた。
1970年代末から1980年代初頭のドイツでユーロゲームが発展し、『カルカソンヌ』、『カタンの開拓者たち』、『アグリコラ』。『チケット・トゥ・ライド』、『プエルトリコ』などの開発につながった。 

### カードゲーム

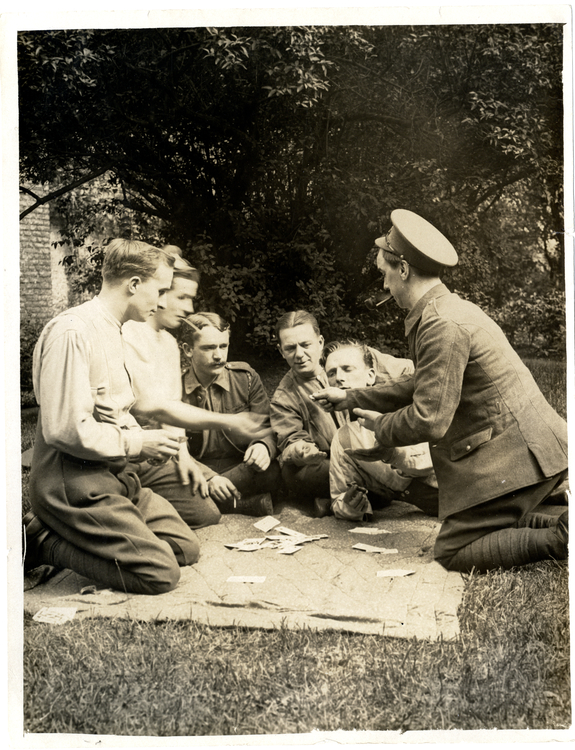
1915年にフランスでカードゲームをするイギリス軍兵士

バカラは1891年のロイヤル・バカラ・スキャンダルの直接の結果として一般の注目を初めて多く集めるようになり、広くプレーされるようになった。
ポーカーの最初の記録は1833年のミシシッピの川船でプレーされたというものである。
最初のトレーディングカードゲームはアレゲニーカード社が発行し、1904年4月4日に商標登録された「ベースボールカードゲーム」'The Base Ball Card Game'であり、104枚の個別の選手がついたベースボールカードをコレクターが集めてチームを作り、他の人とゲームをすることができた。 

### ミニチュアゲーム

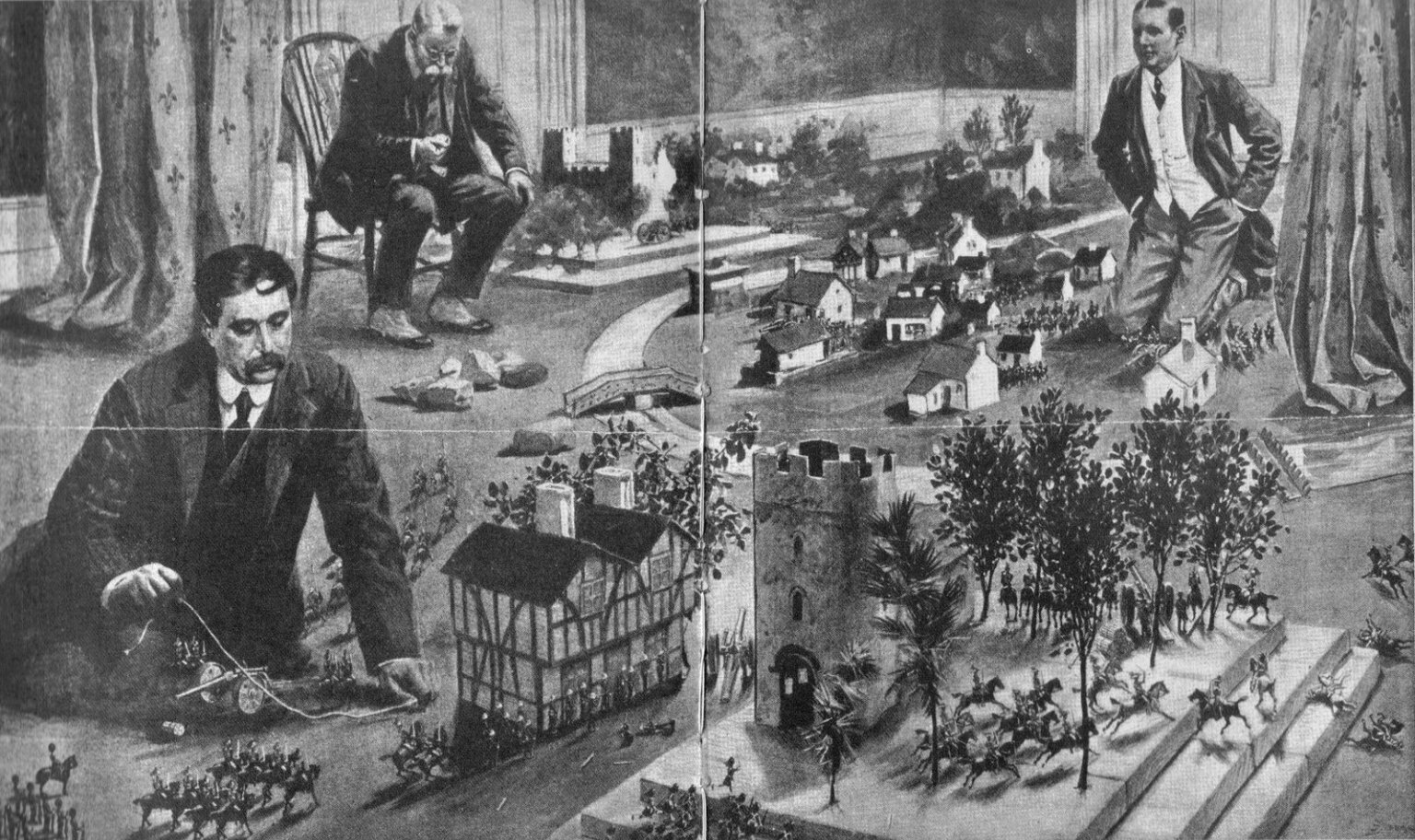
Little WarsをプレーするH・G・ウェルズ

ミニチュアモデルを用いたミニチュア戦争ゲームじたいはそれ以前からあったが、19世紀初頭にプロイセン軍が'kriegspieler'と呼ばれる戦争ゲームを発展させた。これは軍人がゲームテーブルで駒を動かし、サイコロを振ってチャンスや「衝突」を作り、審判が結果を判定した。普墺戦争でプロイセンが勝利をおさめた後、オーストリア、フランス、イギリス、イタリア、日本、ロシアの人々が戦争ゲームを訓練ツールとして使い始めた。1889年までには戦争ゲームはアメリカ海軍の文化に深く組み込まれるようになっていた。

### ロールプレイングゲーム
ミニチュアゲームの愛好家だったゲイリー・ガイギャックスとデイブ・アーンスンが、『指輪物語』のようなファンタジーをミニチュアで遊べないかと考案したゲームが1974年に『ダンジョンズ&ドラゴンズ』として発売された。

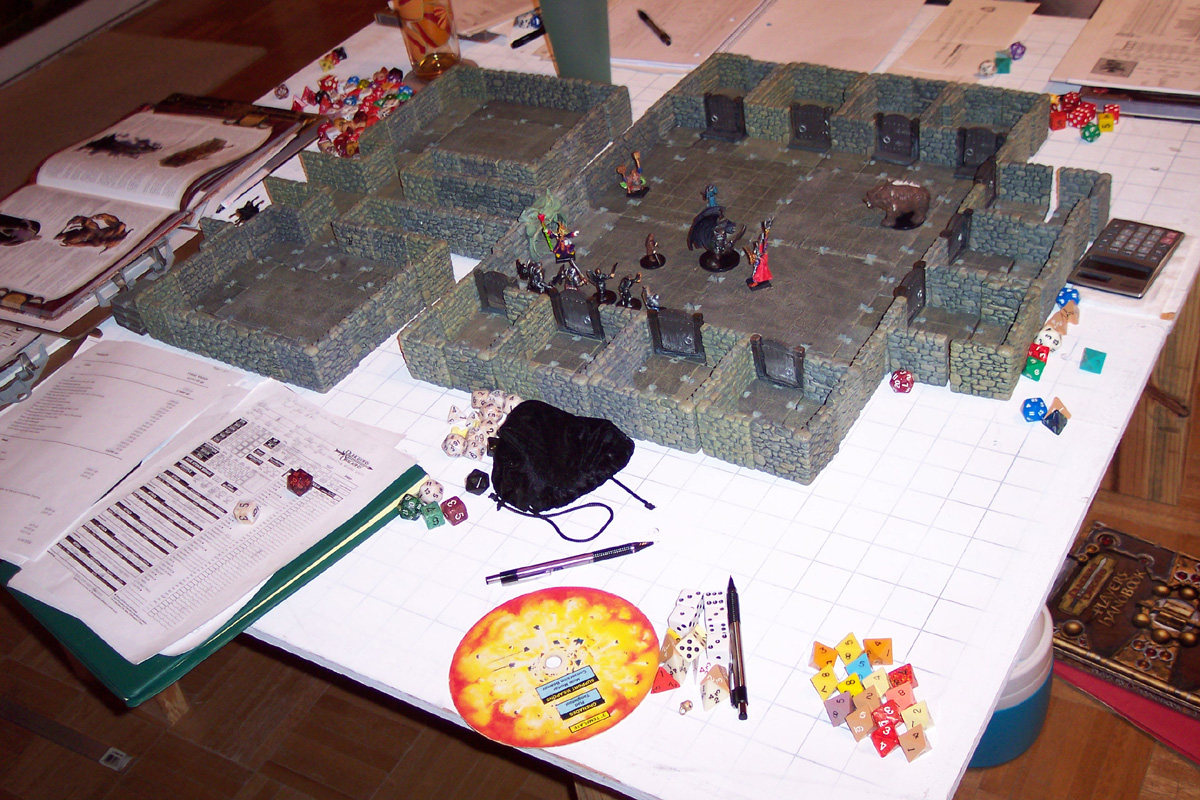
プレー中の『ダンジョンズ&ドラゴンズ』

このゲームは1970年代後半だけで100万セット以上売れ、『トンネルズ&トロールズ』（1975年）、『ルーンクエスト』（1978年）、宇宙を舞台にした『トラベラー』（1977年）といった多数のロールプレイングゲームを生み出すこととなる。

### その他の屋内ゲーム
カロムを除いて初期のテーブルゲームはビリヤード系のキュー競技だったと考えられており、カロムビリヤード、プールビリヤード、ポケットビリヤード、スヌーカーなどが含まれる。キュー競技は一般的にスティックとボールを使って芝生でプレーするゲーム（後にグランドビリヤードなどと呼ばれるようになる）から屋内ゲームに発展していったのではないかと考えられている。
アメリカ合衆国の植民地時代にはハザードがニューオーリンズのフランス語でクラポーと呼ばれていた。これはフランス語で「ヒキガエル」を意味しており、これは人々が床や歩道にかがんで遊ぶというもともとのプレースタイルに触れたものである。これは後にクラップスと短く呼ばれるようになり、何度か変更が加えられてアメリカ合衆国で最も人気のあるサイコロ賭博ゲームになった。

### アーケードゲーム
1931年12月にアメリカで発売された「バッフルボール」 (Baffle Ball) は1ゲーム1セントで7ボールという設定でアーケード等に設置され、硬貨で作動するゲーム機として初の本格的なヒットとなり、ピンボールゲーム機がブームとなった。その後、エレメカ技術が導入され、野球ゲーム機やガンシューティングゲーム機にも採用されていった。1947年にはフリッパーを採用したピンボール機「ハンプティダンプティ」 (Humpty Dumpty (pinball)) が登場し、フランスや日本ではピンボール機のことをフリッパーと呼ぶのが一般的となった。ただしアメリカでは違法なスロットマシンなどが全米に普及したことを受けてゲーミング機の輸送などを禁じた「ギャンブル機器法」が米国連邦議会により1950年4月に成立、1951年1月に施行され、厳しく規制されることになった。

### コンピュータゲーム
最初の確実なコンピュータゲームへの言及は1947年のアメリカ合衆国の特許であり、開発者により「陰極線管娯楽装置」と描写されている。1950年代から1960年代にかけて、初期のコンピュータゲームの大部分はアメリカ合衆国の大学にあるメインフレームで動いていた。1971年からアーケードゲームが料金と引き換えに一般人に提供されるようになり始めた。最初の家庭用ゲーム機であるオデッセイは1972年にリリースされた。